# Vĩnh Tiến, Kim Bôi
Vĩnh Tiến là một xã thuộc huyện Kim Bôi, tỉnh Hòa Bình, Việt Nam.
Xã Vĩnh Tiến có diện tích 16,94 km², dân số năm 1999 là 5445 người, mật độ dân số đạt 321 người/km².